# Solenomelus pedunculatus
Solenomelus pedunculatus là một loài thực vật có hoa trong họ Diên vĩ. Loài này được (Gillies ex Hook.) Hochr. miêu tả khoa học đầu tiên năm 1910.